# Keep Moving (Jungle)
Keep Moving is een nummer van de Britse indiepopband Jungle uit 2021. Het is de eerste single van hun derde studioalbum Loving in Stereo.
"Keep Moving" kent een vrolijk en dansbaar geluid, maar flopte desondanks in thuisland het Verenigd Koninkrijk. Wel werd het nummer een klein radiohitje in Nederland, maar hitlijsten werden ook daar niet gehaald. In Vlaanderen bereikte de plaat de 2e positie in de Ultratip 100.